# Frédéric Gabriel
Frédéric Gabriel (Blesmes, 20 juli 1970) is een Frans voormalig wielrenner en veldrijder.

## Belangrijkste overwinningen
1994
- Tour Nord-Isère

1997
- 1e etappe Omloop van Lotharingen

1998
- Colmar-Strasbourg
- 1e etappe Ronde van de Ain

2000
- 3e etappe Ronde van de Ain

2003
- Eindklassement Ronde van de Somme

## Resultaten in voornaamste wedstrijden
| Jaar | Gent-Wevelgem |
| ---- | ------------- |
| 2007 | 108e          |